# 成琦
成琦（1818年1月18日—？）字魏卿，号小韩、效韩，室名主善堂，格濟勒氏，满洲正黄旗人，道光庚子科举人，庚戌科进士。

## 生平
成琦是清朝道光、咸丰时人。《清代人物生卒年表》记其生於嘉慶二十二年十二月十二日（1818年1月18日）。道光庚子科举人，庚戌科进士，咸丰二年（1852）任户部主事。咸丰三年“奉调赴巡访处常川办理文案”，并撰写《巡防记略》。咸丰八年由通政使司副使迁詹事府詹事，不久改都察院左副都御史，咸丰九年户部左侍郎、仓场侍郎。1861年，中方代表成琦与俄方代表卡札凯维奇（又译“卡扎克维赤”）签订《中俄勘分东界约记》。咸丰十一年（1861年）辛酉政变后，以“为载垣等之党援”罪名而革职。咸丰九年，任会试副主考。著有《主善堂主人年譜》。
从雍正朝至道光朝，家族一门共出七位文科进士。

## 家族
- 始祖格布庫。
- 世祖巴顏布祿。“巴顔布祿，正黄旗人，世居綏分地方，國初来歸。……又巴顔布祿之五世孫伊爾巴喀原任防禦，吉隆阿原任參領，慕道原任頭等侍衛。六世孫海芬原任二等侍衛兼佐領，塞楚原任協領，國保原任主事。……七世孫武格現任佐領，恭泰現任郎中，興泰現任翰林院檢討。……八世孫懐䕃布現係進士。”（据《八旗滿洲氏族通譜》卷45）。
- 世祖愛丹。
- 世祖莫奇敦。
- 世祖江斗。
- 世祖多勒弻納。
- 世祖色奇訥。
- 世祖伊勒巴喀（又伊爾巴喀），從龍入關，官防禦，誥封武顯將軍。卒，葬德勝門外大關。
- 太高祖色楚（又塞楚），由協領歷官江寧副都統、將軍。胞兄國保，兵部主事。
- 高祖武格，佐领，由協領歷官巴里坤（今属哈密市）副都統。妻溫氏。胞兄雍正八年进士色通额，著《掄才文稿》。
- 曾祖乾隆元年丙辰科进士怀荫布。妻余氏（父江寧副都統余德楞）。曾伯叔祖興泰，与怀荫布系乾隆元年丙辰科同榜进士。族亲：乾隆五十二年进士際良。
- 祖父懷谦（字地山），刑部左侍郎，著《两间堂诗草》。祖母盧氏（父鑲黃旗漢軍、直隸永平府知府盧煚）。胞兄戶科給事中巴彥寶，福建臺灣道按察使銜兼學政永福，山西綏遠城同知福柱，直隸趙州直隸州知州懷豫。胞姊格濟勒氏，嫁镶蓝旗宗室永快（胞兄護軍叅領宗室永蘇，父都統兼散秩大臣宗室弘暟，祖父恂勤郡王允禵即康熙帝第十四子；胞兄永化，其子宗室綿爵，儿媳劉佳氏系内务府镶黄旗汉军、嘉慶十四年（1809年）己巳恩科进士敏惪之胞姊；嫡堂兄诗人宗室永忠），其子宗室綿清。
- 父嘉庆四年己未科进士廉善。母馬佳氏（父正黃旗滿洲、太常寺贊禮郎鳳翥），聶氏，赵氏。
- 胞叔廉能，与廉善系嘉庆四年己未科兄弟同榜进士。[4]
- 胞兄成順，妻索羅霍氏（父内务府正白旗滿洲、内务府郎中、長蘆鹽政祝麟，祖父乾隆己丑進士奇豐額（漢姓黃氏，先世高丽人）；胞兄科举人、四川知縣金旃，道光辛巳舉人、内务府員外郎湛元）；其女格濟勒氏，嫁正白旗满洲克里氏英啟（父嘉庆己卯科进士文雅）。胞兄成鎮、成奎。
- 原配、继配妻佟佳氏（父正藍旗漢軍、戶部筆帖式盛椿（字郁庭），祖父滙慶，勤惠公佟養性之后；胞姊佟佳氏嫁镶白旗汉军、咸丰元年辛亥科举人安英惠，其胞兄咸豐九年（1859年）己未科进士英啓）。
- 子紀瑞。原配薩克察氏，继配富察氏（父鑲黃旗滿洲、道光庚戌科進士恒林 (道光进士)）。